# Narym
Narym (en ruso: Нарым) es un pueblo del óblast de Tomsk, Rusia, ubicado en el lugar donde el río Ket desemboca en el importante río Obi, en una zona muy pantanosa. Su población en el año 2002 era de casi mil habitantes.

## Historia

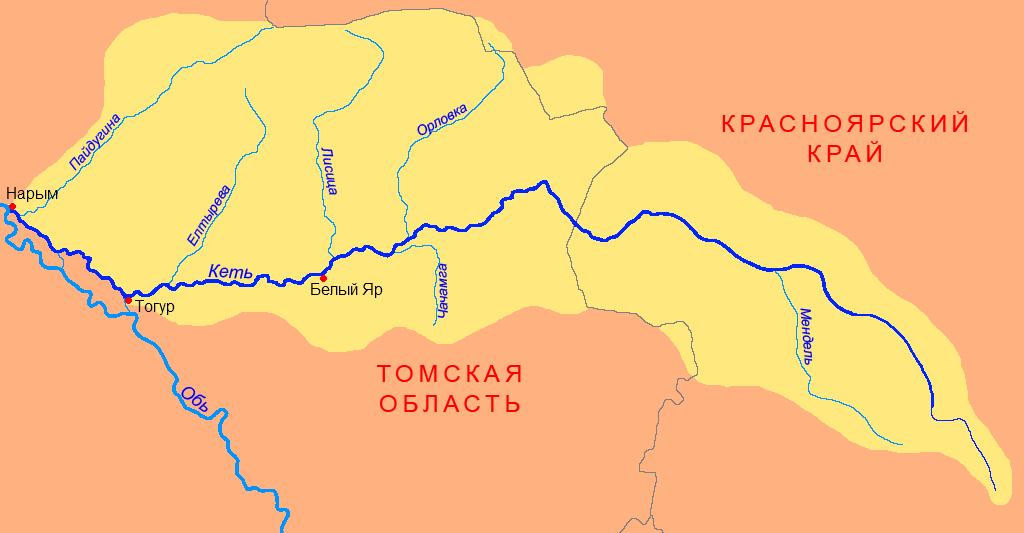
Mapa en ruso del río Ket —afluente por la derecha del curso medio del Obi— donde aparece a la izquierda Narym (Нарым)

Narym fue fundada en 1596 bajo supervisión del atamán de Surgut. Cinco años después, en 1601, recibió el estatus o categoría de ciudad.